# Hiroko Nagataová
Hiroko Nagataová (nepřechýleně Nagata, japonsky 永田 洋子, Nagata Hiroko; 8. února 1945 Tokio – 5. února 2011 Tokio), někdy mylně označována jako Jóko Nagataová, byla japonská levicová radikálka, která byla usvědčena z vraždy a odsouzena k trestu smrti v Japonsku. Hiroko byla odsouzena za vraždu členů Spojené Rudé armády, během velké čistky v prefektuře Gunma, která se odehrála v Japonsku v únoru 1972.
Tato čistka proběhla během druhého týdne v únoru 1972. Během čistky, Hiroko Nagataová řídila zabíjení 14 členů skupiny, kteří byli brutálně umláceni k smrti, nebo ponecháni napospas mrazivým podmínkám. Zabit byl i muž, jenž nebyl členem Spojené rudé armády. Nagataová byla zatčena 16. února 1972 a následně 18. června 1982 odsouzena k trestu smrti. V té době, japonské soudy neurčovaly přesné datum vykonání rozsudku smrti, a proto strávila ve věznici téměř 40 let. Zatímco čekala na popravu, zemřela na rakovinu mozku dne 5. února 2011 v Tokijské vazební věznici.

## Životopis
Narodila se v Tokiu. Po absolvování střední školy Čofu Gakuen, nastoupila na vysokou farmaceutickou školu Kjóricu (zanikla v roce 2008 a byla sloučena v Keio univerzitu). Tam se přidala k levicově orientovaným politikům a stala se místopředsedkyní. Měla cholerickou povahu, zvlášť když se jednalo o politické záležitosti. Také jí byla diagnostikována Graves-Basedowova nemoc, což je autoimunitní onemocnění štítné žlázy. Byla popisována jako fyzicky nepřitažlivá a to mělo nejspíš za důsledek její neobyčejně tvrdý a striktní přístup ke svým kolegyním.

### Incident
Studentské nepokoje levicových stran v roce 1960 gradovaly a stávaly se násilnějšími. Mezi těmito studenty byli i členové Spojené rudé armády. Započal řetězec událostí, kdy levicové studentské skupiny páchaly trestné činy jako napadení, ublížení na zdraví, a dokonce vraždění příslušníků donucovacích orgánu a široké veřejnosti. Na to policie reagovala, a proto v roce 1971 a 1972, kdy pochytala a uvěznila většinu členů Spojené rudé armády. Policii však několik skupin uniklo a mezi nimi byla i základní skupina radikálů, včetně Hiroko Nagataové. Tato skupina se proto v zimě téhož roku stáhla do hor v prefektuře Gunma. Zde se však o pár týdnů později v únoru 1972 odehrála krvavá čistka ve vlastních řadách vedená právě Hiroko Nagataovou.
Odstartoval ji předseda Cuneo Mori a již zmiňovaná Hiroko Nagataová. Během čistky, Nagataová řídila zabíjení 14 členů skupiny. Osm členů bylo umláceno k smrti. Nečlen Spojené rudé armády, který byl přítomen během čistky, byl také posléze zabit. Další čtyři členy přivázali ke stromům a nechali je napospas krutým, mrazivým podmínkám. Nagataová se zaměřovala hlavně na členy, kteří nesplňovali její očekávání a podle jejího názoru „se moc zajímali o vztahy se ženami a nebyli dostatečně zapáleni pro revoluci“. Někteří byli obviňováni z pokusu o útěk. Jeden byl například zabit, protože požádal o toaletní papír, zatímco ležel ve spacáku, Nagataová tento akt považovala za sexuální harašení.
Dne 16. února byli Mori a Nagataová spolu s dalšími šesti členy Spojené rudé armády zatčeni v nedaleké vesnici. Pěti dalším členům ozbrojených palnými zbraněmi se podařilo uniknout, kteří pěšky zamířili směrem do Karuizawy a následně se usídlit v horské chatě, což vedla k dalšímu incidentu zvaném Asama-Sansó incident.

### Následky
Hiroko Nagataová byla odsouzena k smrti dne 18. června 1982, Okresním soudem v Tokiu. Rozsudek byl pozdržen celkem dvakrát. Poprvé dne 26. září 1986 a podruhé dne 19. února 1993. Nagataová zažádala o opakování soudního řízení. To však bylo 28. listopadu 2006 zamítnuto.
Během doby strávené ve vězení napsala několik knih, které přilákaly pozornost podpůrné skupiny. Její přívrženci nahlásili, že má nádor na mozku, který nebyl léčen několik let. Roku 1984 podstoupila operaci. Roku 2006 zkolabovala kvůli atrofii mozku, načež byla převezena do vězeňské nemocnice v Hačiodži. Do Tokijské vazební věznice se vrátila v roce 2007, kde však byla nenávratně připoutaná na lůžko. Dne 11. září 2008 bylo odhaleno, že Nagataová upadla do kritického stavu kvůli nádoru. Zemřela 5. února 2011.